# Дрізд-короткодзьоб сіроголовий
Дрізд-короткодзьоб сіроголовий(Catharus gracilirostris) — вид горобцеподібних птахів родини дроздових (Turdidae). Поширений у Центральній Америці.

## Поширення
Вид поширений на високогір'ях Коста-Рики та західної Панами.

## Опис
Це невеликий птах, розміром від 13,5 до 16 см у довжину та вагою 21 г. Дорослі особини мають оливково-коричневу спину, сіре тім'я, блідо-сірий низ, що стає білуватим на животі, і оливкову смугу на грудях. Його дзьоб чорний. Молоді птахи темніші на голові та низу, мають коричневу смугу на грудях, а живіт позначений коричневим кольором. Птахи в горах Чирикі на заході Панами трохи червоніші зверху і блідіші знизу, ніж популяція Коста-Рики.

## Підвиди
- Catharus gracilirostris gracilirostris Salvin, 1865 — Коста-Рика.
- Catharus gracilirostris accentor Bangs, 1902 — Панама